# 沐化縣
沐化县（越南语：／）是越南隆安省下辖的一个县。面积299.95平方千米，2018年总人口45520人。

## 地理
沐化县北接柬埔寨，西接永兴县和新兴县，南接新盛县，东接盛化县。

## 历史
2019年12月17日，平丰盛社改制为平丰盛市镇。

## 行政区划
沐化县下辖1市镇6社，县莅平丰盛市镇。
- 平丰盛市镇（Thị trấn Bình Phong Thạnh）
- 平和东社（Xã Bình Hòa Đông）
- 平和西社（Xã Bình Hòa Tây）
- 平和中社（Xã Bình Hòa Trung）
- 平盛社（Xã Bình Thạnh）
- 新立社（Xã Tân Lập）
- 新城社（Xã Tân Thành）